# Gora Glušići
Gora Glušići – wieś w Chorwacji, w żupanii istryjskiej, w mieście Labin. W 2011 roku liczyła 30 mieszkańców.